# Hegyhátszentpéter
Hegyhátszentpéter é um município da Hungria, situado no condado de Vas. Tem 6,84 km² de área e sua população em 2015 foi estimada em 113 habitantes.